# Daniel Sesma
Daniel Sesma (Pamplona, 20 juli 1984) is een Spaans voormalig wielrenner, twee seizoenen uitkomend voor het Basische Euskaltel-Euskadi (2010–2011). Daarvoor reed hij twee jaar voor Orbea. Hij was beroepsrenner van 2008 tot 2011. In zijn debuutjaar boekte Sesma zijn enige overwinning, in de Ronde van Navarra.

## Erelijst
2008
- 1e in 1e etappe deel a Ronde van Navarra

## Resultaten in voornaamste wedstrijden
| Jaar | Ronde van Italië | Ronde van Frankrijk | Ronde van Spanje |
| ---- | ---------------- | ------------------- | ---------------- |
| 2011 | 149e             |                     |                  |

| Jaar | Milaan-San Remo | Gent-Wevelgem |
| ---- | --------------- | ------------- |
| 2011 | 153e            | 147e          |